# Antimônio
O antimônio (português brasileiro) ou antimónio (português europeu), também chamado estíbio, é um elemento químico de símbolo Sb de número atômico 51 (51 prótons e 51 elétrons) e de massa atómica igual a 121,75 u. À temperatura ambiente, o antimônio encontra-se no estado sólido. O símbolo Sb é uma abreviatura do seu nome na língua latina, Stibium, convencionalmente abreviado Sb.
É um semimetal (metaloide) do grupo 15 (VA) da classificação periódica dos elementos. Apresenta quatro formas alotrópicas. Sua forma estável é um metal de coloração branca azulada. O antimônio negro e o amarelo são formas não metálicas instáveis. O antimônio é empregado principalmente em ligas metálicas e alguns de seus compostos para dar resistência contra o fogo, em pinturas, cerâmicas, esmaltes, vulcanização da borracha e fogos de artifício. Foi descoberto em 1450 por Thölde.

## Etimologia
O nome deste metaloide em português vem do grego αντιμόνιοσ (antimónios), que tem, entre outros significados, o de "matador de monges", devido a sua toxidade e pelo fato de muitos clérigos serem também alquimistas. O nome alternativo, estíbio, parece ter vindo do egípcio mśdmt (soletrado meshademet), através do grego στίμμι (stimmi) e do latim stribium, nome oficial dado pela Iupac.

## Características principais
O antimônio na sua forma elementar é um sólido cristalino, fundível, quebradiço, branco prateado que apresenta uma condutividade elétrica e térmica baixa, e evapora em baixas temperaturas. Este elemento semimetálico (metaloide) se parece aos metais no aspecto e nas propriedades físicas, mas quimicamente não se comporta como eles. Pode ser atacado por ácidos oxidantes e halogênios.
As estimativas sobre a abundância de antimônio na crosta terrestre vão desde 0,2 a 0,5 ppm. O antimônio ocorre com o enxofre e outros metais como chumbo, cobre e prata.

## Aplicações
O antimônio tem uma crescente importância na indústria de semicondutores para a construção de diodos, detectores infravermelhos e dispositivos de efeito Hall.
Usado como liga, este semimetal incrementa muito a dureza e a força mecânica do chumbo. Também é empregado em diferentes ligas como peltre, metal antifricção (liga com estanho), metal inglês (formado por zinco e antimônio).
Algumas aplicações mais específicas:
- baterias e acumuladores;
- tipos de imprensa;
- revestimentos de cabos;
- almofadas e rolamentos;
- fabricação de medicamentos para tratamento da Leishmaniose.

Compostos de antimônio na forma de óxidos, sulfetos, antimoniatos e halogenetos de antimônio são empregados na fabricação de materiais resistentes ao fogo, esmaltes, vidros, pinturas e cerâmicas. O trióxido de antimônio é o mais importante e é usado principalmente como retardante de chama (antifogo). Estas aplicações como retardantes de chama compreendem a produção de diversos produtos como roupas, brinquedos, cobertas de assentos, etc. 

## História
O antimônio era conhecido pelos chineses e babilônios desde 3000 a.C. O sulfeto de antimônio foi empregado como cosmético e com fins medicinais.
A história do símbolo do antimônio, e a sua relação com o seu nome "estíbio", é longa: o nome copta do pó cosmético de sulfeto de antimônio foi tomado do grego e depois passou ao latim, resultando o nome stibium. O químico Jöns Jacob Berzelius usou uma abreviatura deste nome em seus escritos e assim se converteu no símbolo Sb.
Uma teoria para seu nome "stibium" é a de que muitos recipientes que guardavam vinho antigamente continham elementos metálicos com antimônio em sua composição. Este era oxidado e formavam compostos que davam o sabor amargo ao vinho; daí o significado de seu nome: vida azeda.
O antimônio foi amplamente empregado na alquimia. Há escritos sobre este elemento de Georg Bauer (Georgios Agrícola), e Basilio Valentín é o autor de O carro triunfal do antimônio, um tratado sobre o elemento.

## Abundância e obtenção
O antimônio é encontrado na natureza em numerosos minerais, apesar de ser um elemento pouco abundante. Embora seja possível encontrá-lo livre, normalmente está na forma de sulfetos. O principal minério de antimônio é a antimonita (também chamada de estibina), Sb2S3.
Mediante a queima de sulfeto de antimônio se obtém óxido de antimônio III, Sb2O3, que é reduzido com o coque para a obtenção do antimônio:
2Sb2O3 + 3C → 4Sb + 3CO2
Também pode ser obtido por redução direta do sulfeto, com ferro:
Sb2S3 + 3Fe → 2Sb + 3FeS

## Produção mundial
| 1.  | China       | 89.000 |
| 2.  | Rússia      | 30.000 |
| 3.  | Tajiquistão | 28.000 |
| 4.  | Myanmar     | 6.000  |
| 5.  | Bolívia     | 3.000  |
| 6.  | Turquia     | 2.400  |
| 7.  | Austrália   | 2.030  |
| 8.  | Irão        | 500    |
| 9.  | Vietname    | 310    |
| 10. | Cazaquistão | 300    |
| 10. | México      | 300    |

Fonte: USGS.

## Compostos
Seus estados de oxidação mais comuns são o -3, +3 e o +5.
São conhecidos todos os seus tri-halogenetos, SbX3, o pentafluoreto e o pentacloreto, SbX5. O trifluoreto é empregado como fluorante. O pentafluoreto junto com HSO3F forma um sistema SbF5-FSO3H com propriedades de superácido. Com estes halogenetos pode-se preparar diversos complexos. O hidreto SbH3 ( estibina ) é pouco estável, decompondo-se com muita facilidade.
São conhecidos também o trióxido de antimônio, Sb2O3 e o pentóxido, Sb2O5.

## Precauções
O antimônio e muitos de seus compostos são tóxicos.
A toxicidade do antimônio depende do seu estado químico. O antimônio metálico é relativamente inerte, no entanto a estibina é altamente tóxica. A toxicidade dos outros compostos do elemento pode ser classificada entre estes dois extremos. O manuseamento do antimônio e dos seus compostos deve ser feito em ambientes devidamente ventilados para evitar a contaminação atmosférica. Caso contrário existe o perigo de formação de dermatites.